# Milotai Ásványvíz
A Milotai Ásványvíz csekély szervetlen ásványi anyag tartalmú, nátriumban szegény ásványvíz.
Milota az ország keleti csücskében, Szabolcs-Szatmár-Bereg vármegyében található. A Milotai Ásványvíz sem vastalanítva, sem egyéb eljárással nincs kezelve. Semleges tiszta íze miatt mindennapos folyadékpótlásra, főzésre alkalmas. A víz kalcium, magnézium, hidrogén-karbonát jellegű. Csekély ásványianyag-tartalma miatt nem halmozódik fel a szervezetben.
A Milotai Ásványvíz részt vesz a Magyarországért Egyesület Szívbarát programjában, melynek célja, hogy megmutassa, melyek a szívre kedvező tápanyag-összetételű élelmiszerek.

## Összetétele
- Kalcium (Ca) 42,7 mg/liter
- Nátrium (Na) 8 mg/liter
- Magnézium (Mg) 6,1 mg/liter
- Hidrogén-karbonát (HCO3) 152 mg/liter

Összes oldott ásványianyag-tartalma: 218 mg/liter